# باد اتزی

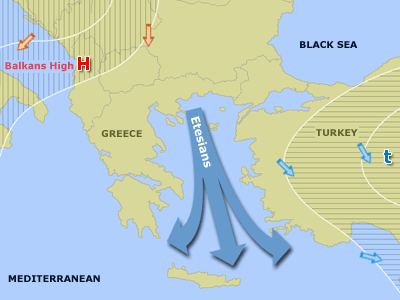
وزش باد اتزی بین منطقه کم‌فشار و پرفشار.

باد اِتِزی که در یونانی مِلتِمی (μελτέμι) و در ترکی مِلتِم (meltem) هم نامیده می‌شود، باد قوی و خشکی است که در ماه‌های تابستان بر فراز دریای اژه می‌وزد. نام اتزی از کلمه یونانی etesios (ἐτήσιος) به معنای سالانه گرفته شده‌است. باد اتزی از شمال می‌آید و در قسمت جنوبی در منطقه‌ای تا پلوپونز، کرت و جزایر دودکانسا می‌وزد. باد اتزی خنک و دلپذیر است و وزش آن هوای صاف و دید خوب را به دنبال دارد. این باد معمولاً در بعد از ظهر شدیدتر است، (با سرعت ۴–۵ بوفورت) و در شب ضعیف می‌شود. با این حال، گاهی باد اتزی ممکن است روزهای متمادی به‌طور پیوسته با نیروی ۸ بوفورت یا بیشتر بوزد.
برای ملوانان باد اتزی از یک سو خطرناک است زیرا می‌تواند ناگهان بدون هشدار در آسمان صاف وزیدن بگیرد، و از سوی دیگر با وزش ثابت خود، هوای مناسبی را برای دریانوردی فراهم می‌کند.